# یواس‌اس هالیبوت (اس‌اس-۲۳۲)
یواس‌اس هالیبوت (اس‌اس-۲۳۲) (به انگلیسی: USS Halibut (SS-232)) یک زیردریایی بود که طول آن ۳۱۱ فوت ۹ اینچ (۹۵٫۰۲ متر) بود. این زیردریایی در سال ۱۹۴۱ ساخته شد.